# Таміка рудощока
Та́міка рудощока (Cisticola erythrops) — вид горобцеподібних птахів родини тамікових (Cisticolidae). Мешкає в Африці на південь від Сахари.

## Підвиди
Виділяють шість підвидів:
- C. e. erythrops (Hartlaub, 1857) — від Мавриталії, Сенегалу і Гамбії до ЦАР, Конго і Габону;
- C. e. pyrrhomitra Reichenow, 1916 — схід Південного Судану і Ефіопія;
- C. e. niloticus Madarász, 1914 — південь Судану;
- C. e. sylvia Reichenow, 1904 — від північного сходу ДР Конго і Південного Судану до Кенії і центральної Танзанії;
- C. e. nyasa Lynes, 1930 — від південного сходу ДР Конго і південної Танзанії до сходу ПАР;
- C. e. lepe Lynes, 1930 — Ангола.

## Поширення і екологія
Рудощокі таміки живуть в заплавних луках і на болотах.